# Shinshi

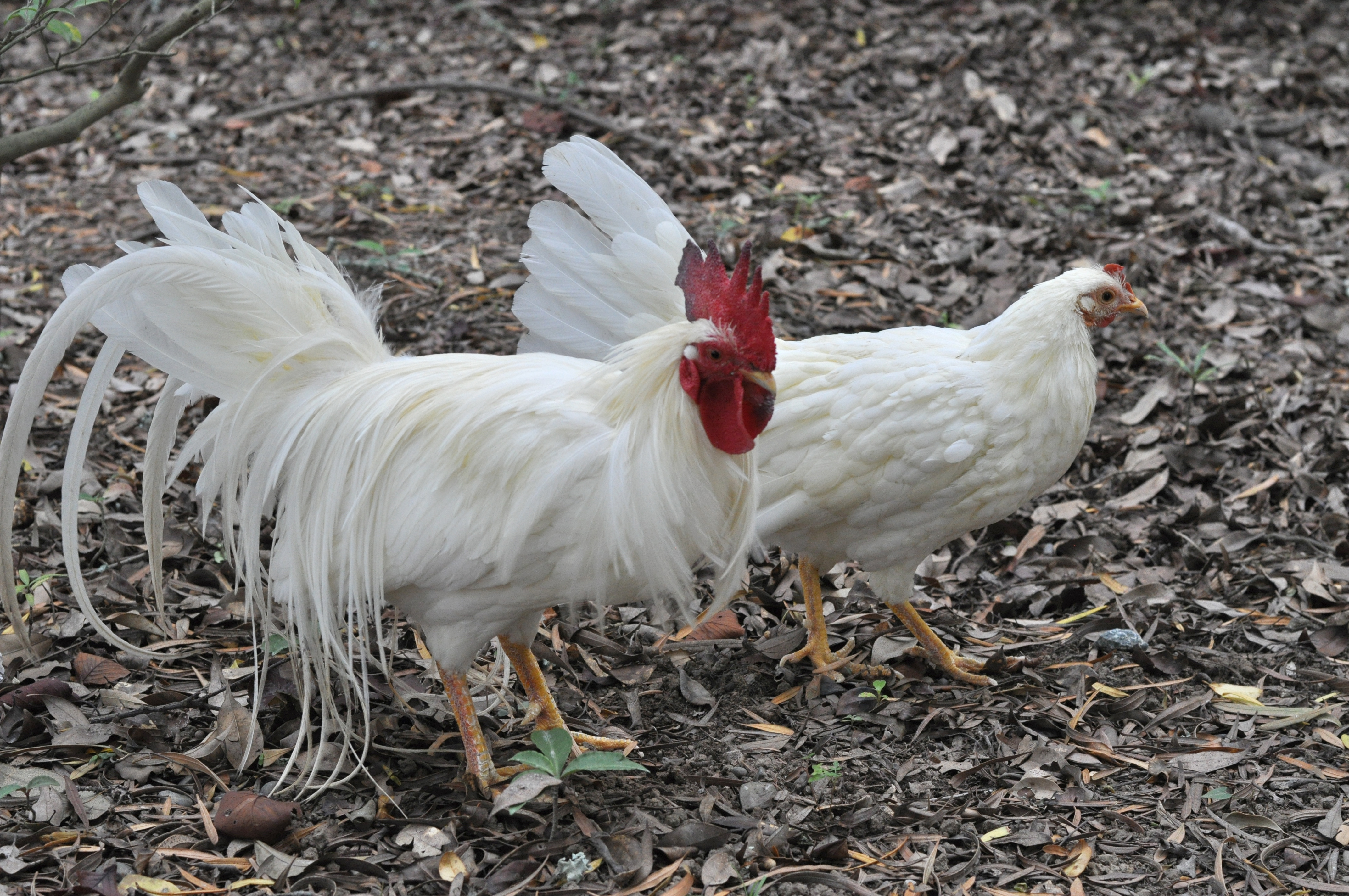
Un coq et sa poule au grand sanctuaire d’Ise. Les paroissiens croient qu'ils sont des messagers de la déesse Amaterasu,,,.

Un Shinshi, parfois prononcé Jinshi (神使, « envoyé des dieux ») désigne, dans le shintoïsme, un animal considéré comme l’envoyé d’une divinité (神, kami). Ils sont parfois désignés sous les terminologies de kami no tsukai (神の使い), tsukawashime, ou encore sous le terme de misaki (御先).
Parfois, ils peuvent même être considérés comme des manifestations directes des divinités elles-mêmes. Il s’agit d’animaux entretenant un lien étroit avec certaines divinités et sanctuaires : le renard d’Inari compte parmi comme l’un des exemples les plus représentatifs. Ces animaux peuvent être conformes à la réalité, mais aussi des créatures imaginaires.

## Histoire
Des récits selon lesquels certains animaux transmettraient la volonté des divinités se retrouvent dès les origines de la mythologie japonaise. Dans le Nihon shoki, au livre consacré à l’empereur Keikō (景行), il est rapporté qu’un araburu kami (荒神, « esprit farouche ») du mont Ibuki-yama (伊吹山) apparut devant le prince Yamato Takeru (日本武尊, Yamato Takeru) sous la forme d’un grand serpent. Le prince déclara alors : « Ce serpent est sans doute un messager de la divinité farouche ».
Dans ce même ouvrage, au livre de l’impératrice Kōgyoku (皇極), à l’entrée de la quatrième année de son règne (mois de janvier), il est dit que l’on entendit des cris de singe sans que l’on puisse en voir l’origine ; les gens interprétèrent alors ces cris comme un signe de la Grande Divinité d’Ise, et en tirèrent des présages. Par ailleurs, dans le livre de l’empereur Sujin (崇神), le dieu Ōmononushi no kami (大物主神) apparaît elle-même sous la forme d’un serpent pour rendre visite à son épouse, selon le motif du tsuma tori-kon (妻問婚, « mariage par visite »).
Selon un passage du Fusō sakki (扶桑略記), une chronique compilée au milieu de l’époque de Heian, un homme fut exilé pour avoir abattu une renarde blanche désignée sous le nom de shiratōme (白専女, shiratōme), terme équivalent à celui de byakko (白狐), près du sanctuaire d’Ise jingū (伊勢神宮, Ise-jingū). Ce récit suggère que la croyance en des esprits-renards existait déjà dans le Japon ancien.
Avec le temps, les animaux considérés comme des shinshi en vinrent à être fixés selon les récits mythologiques ou les traditions propres à chaque sanctuaire. Ils furent parfois élevés directement dans l’enceinte des sanctuaires. Dans certains cas, à l’image des renards du sanctuaire Inari, des animaux initialement considérés comme des messagers finirent même par faire eux-mêmes l’objet d’un culte. Cela s’expliquerait par la croyance que l’animal, indépendamment de la divinité, possédait une nature spirituelle propre.
Selon le Chūjin harai-kun (中臣祓訓), un ouvrage composé au XIIe sièclee siècle, le messager (shinshi (神使, shinshi)) d’un kami occupe un rang immédiatement inférieur à celui des 八神殿 (« Huit grands kami »), mais reste supérieur à l’ensemble des cent mille autres divinités.
Par ailleurs, dans le Kitakami yukifu (北上雪譜), un essai rédigé au début du XIXe sièclee siècle, il est dit qu’un rituel appelé hanasui-iwai (花酔祝) se tient chaque année le 15 janvier, au cours duquel un shinshi est offert à chaque nouveau foyer.
En raison du shinbutsu shūgō (神仏習合, « syncrétisme entre dieux et bouddhas »), certaines divinités bouddhiques furent également dotées de messagers. Ainsi, la déesse Marici (摩利支天 ; Marishiten (摩利支天, Marishiten)) est représentée avec un sanglier pour messager.
De nos jours, les shinshi sont parfois considérés comme un concept important dans les réflexions environnementales contemporaines.

## Exemples
Parmi les animaux considérés comme des shinshi, on trouve notamment :
| Animal                               | Divinité ou sanctuaire associé                                                                    |
| ------------------------------------ | ------------------------------------------------------------------------------------------------- |
| Rat ou souris (鼠, Nezumi)           | Daikokuten                                                                                        |
| Bœuf (牛, Ushi)                      | Tenmangū                                                                                          |
| 虎 (Tigre, tora)                     | Chōgosonshi-ji                                                                                    |
| Abeille, guêpe ou frelon (蜂, Hachi) | Futarasan-jinja                                                                                   |
| Lapin ou lièvre (兎, Usagi)          | Sumiyoshi-taisha, Okazaki-jinja, Tsuki-jinja, Onji-jinja                                          |
| Tortue (亀, Kame)                    | Matsuo-taisha                                                                                     |
| Crabe (蟹, Kani)                     | Kotohira-gū                                                                                       |
| Anguille (鰻, Unagi)                 | Mishima-taisha                                                                                    |
| Serpent (蛇, Hebi)                   | Benzaiten, Ōmiwa-jinja                                                                            |
| Serpent de mer (海蛇, Umihebi)       | Izumo-taisha                                                                                      |
| Serpent blanc (白蛇, Shirohebi)      | Suwa-jinja                                                                                        |
| Renard (狐, Kitsune)                 | Inari-jinja                                                                                       |
| Cerf (鹿, Shika)                     | Kasuga-taisha, Kashima-jingū                                                                      |
| Singe (猿, Saru)                     | Hiyoshi-taisha, Sengen-jinja                                                                      |
| Corbeau (烏, Karasu)                 | Kumano Sanzan, Itsukushima-jinja                                                                  |
| Grue (鶴, Tsuru)                     | Suwa-taisha                                                                                       |
| Pigeon (鳩, Hato)                    | Hachiman-gū                                                                                       |
| Héron (鷺, Sagi)                     | Kehi-jingū                                                                                        |
| Coq (鶏, Niwatori)                   | Ise-jingū, Atsuta-jingū, Isonokami-jingū                                                          |
| Loup (狼, Ōkami)                     | Musashi Mitake-jinja, Mitsumine-jinja, et autres sanctuaires des régions d’Okutama et de Chichibu |
| Carpe (鯉, Koi)                      | Ōsaki-jinja                                                                                       |
| Sanglier (猪, Inoshishi)             | Goō-jinja, Wake-jinja                                                                             |
| Dragon (竜, Ryū)                     | Shinsenen, Onji-jinja                                                                             |
| Mille-pattes                         | Bishamonten                                                                                       |
| Grenouille ou Crapaud (蛙, Kaeru)    | Futamiokitama-jinja                                                                               |

## Galerie

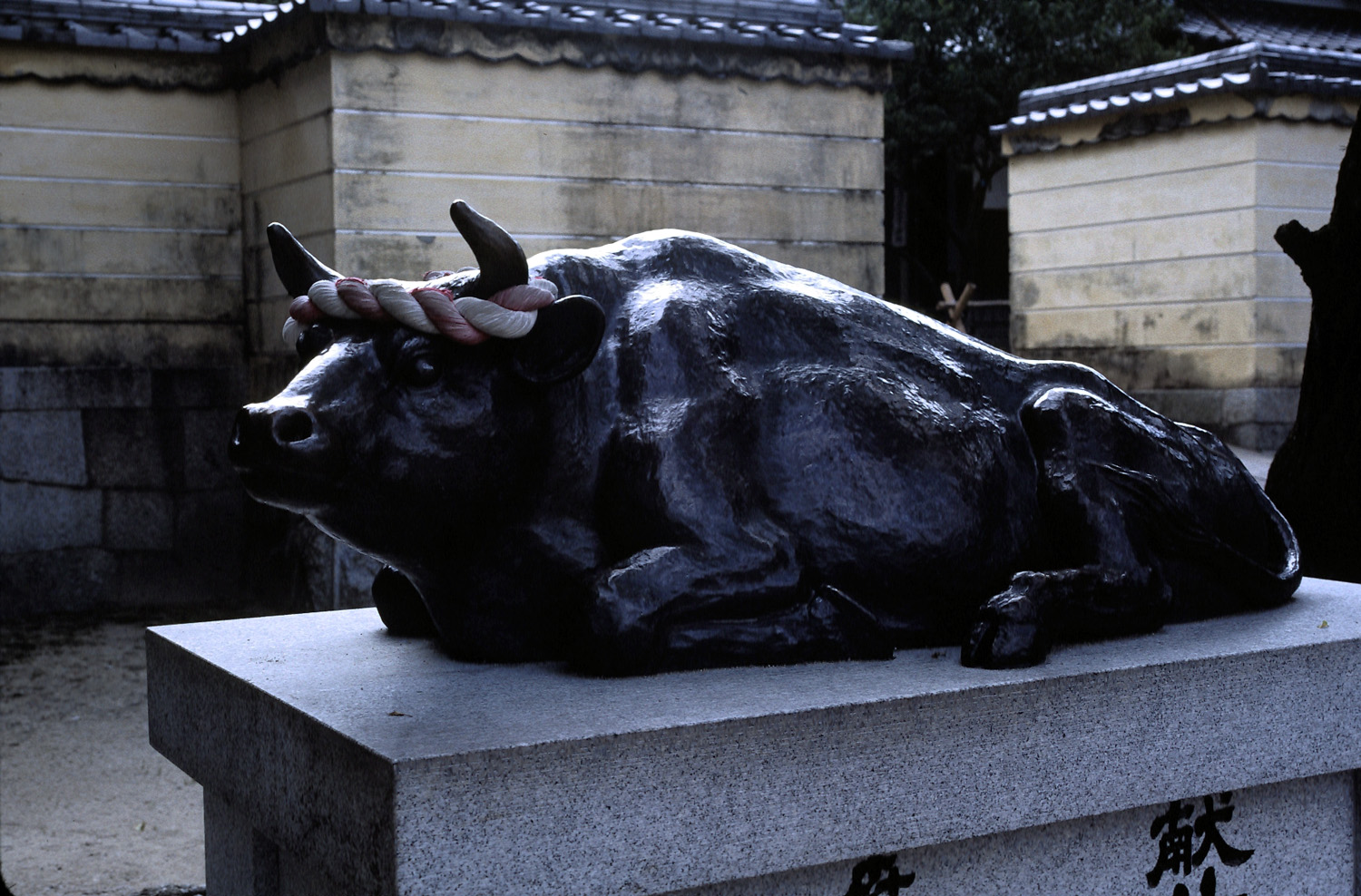
Statue de bœuf couché (ville de Dazaifu, sanctuaire Dazaifu Tenman-gū)
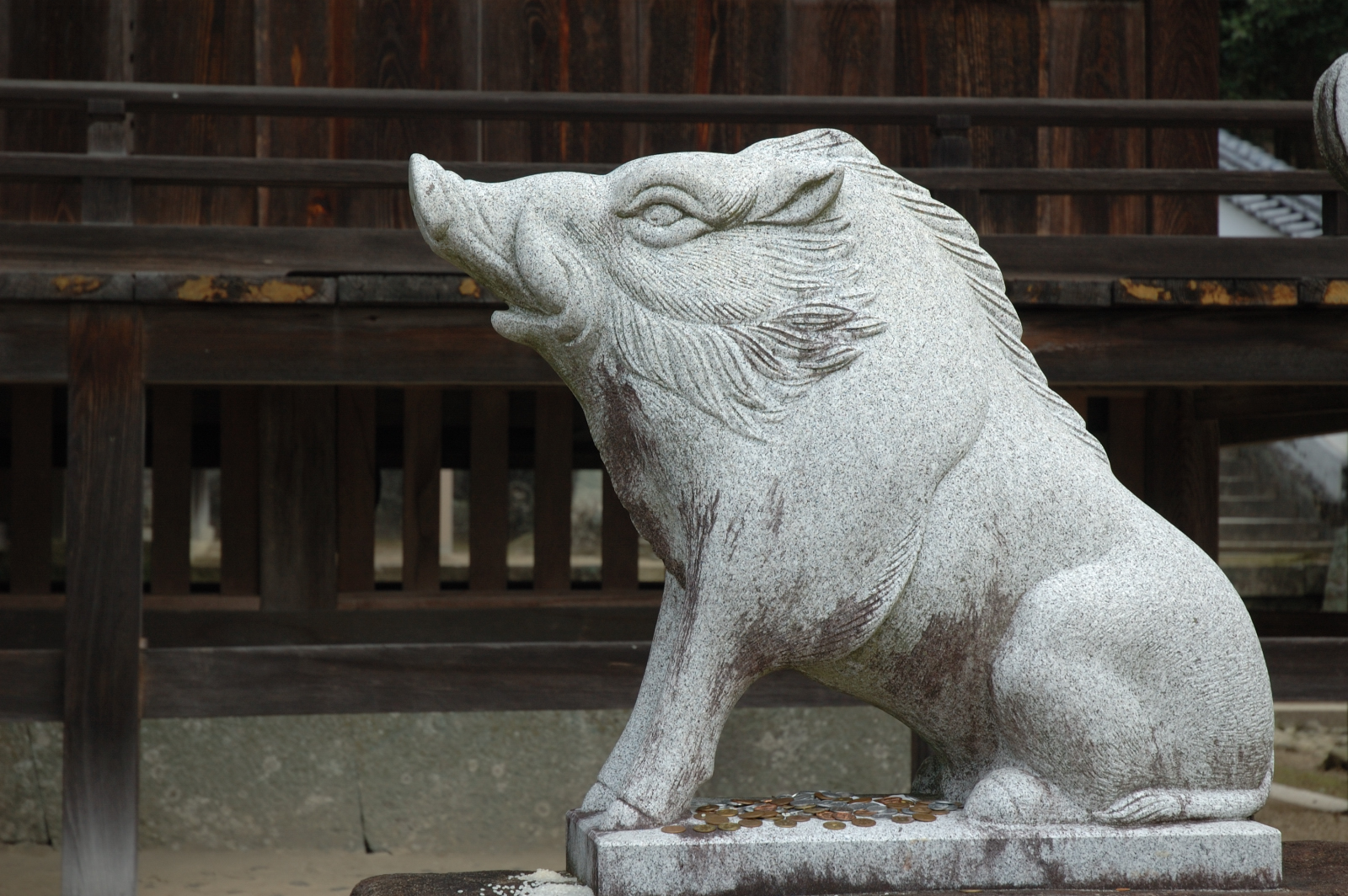
Sanglier gardien (狛猪, Koma-inoshishi?) (ville de Wake, sanctuaire Wake-jinja)
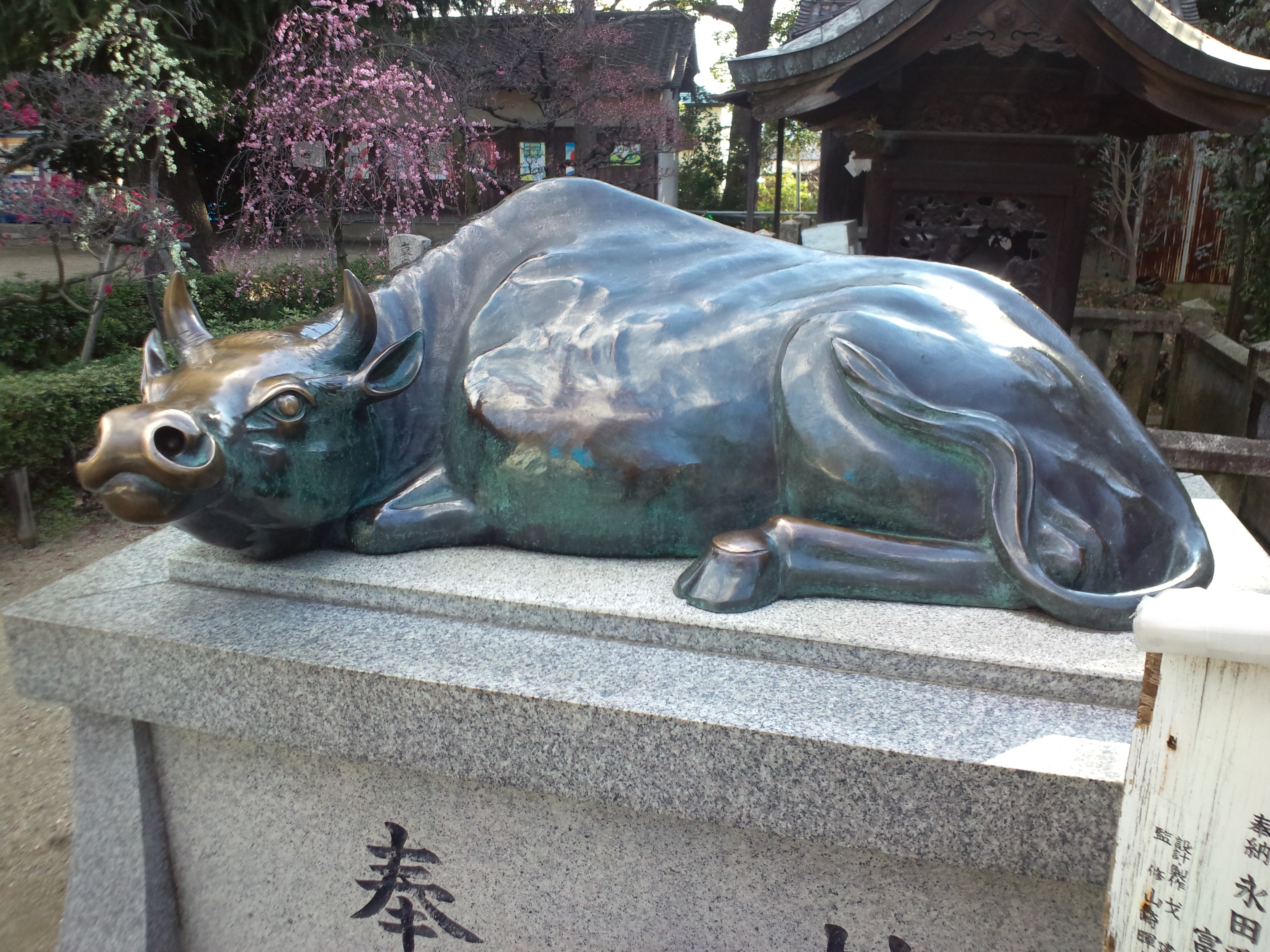
Statue de bœuf couché « nade-ushi » (Fujidera, préfecture d’Osaka, sanctuaire Dōmyōji Tenman-gū)
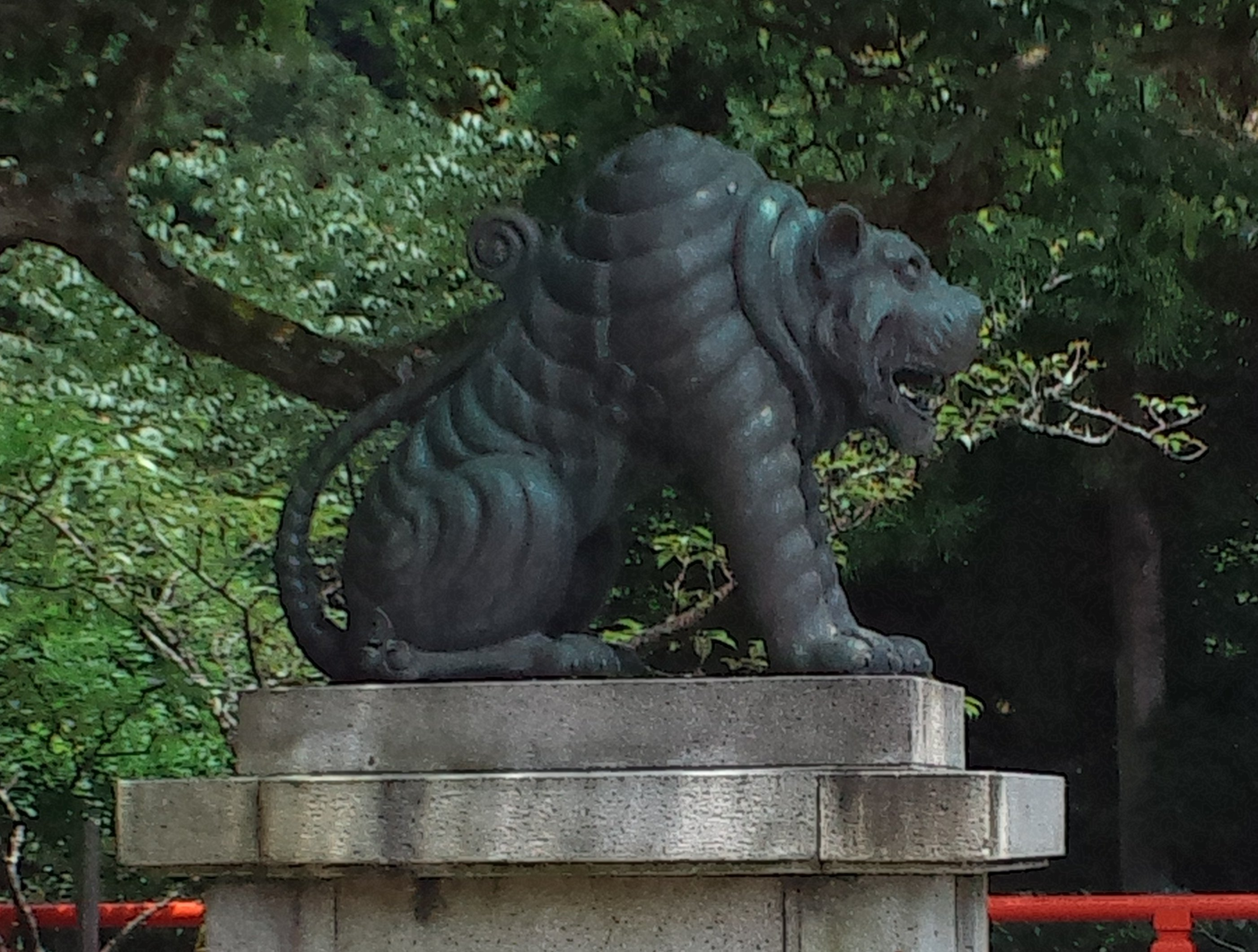
Tigre (Kyoto, temple Kurama-dera)
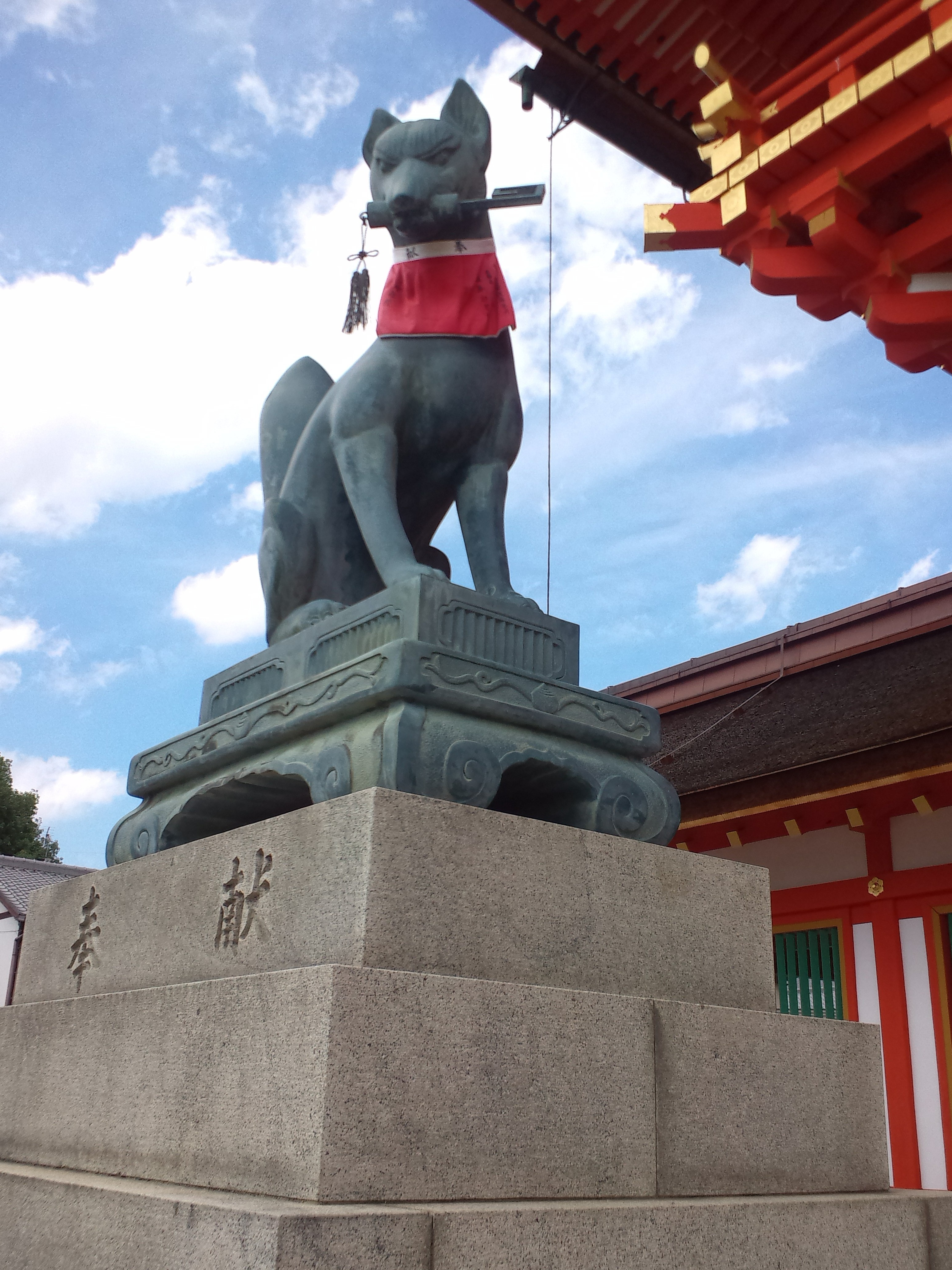
Statue de renard (Kyōto, sanctuaire Fushimi Inari-taisha)
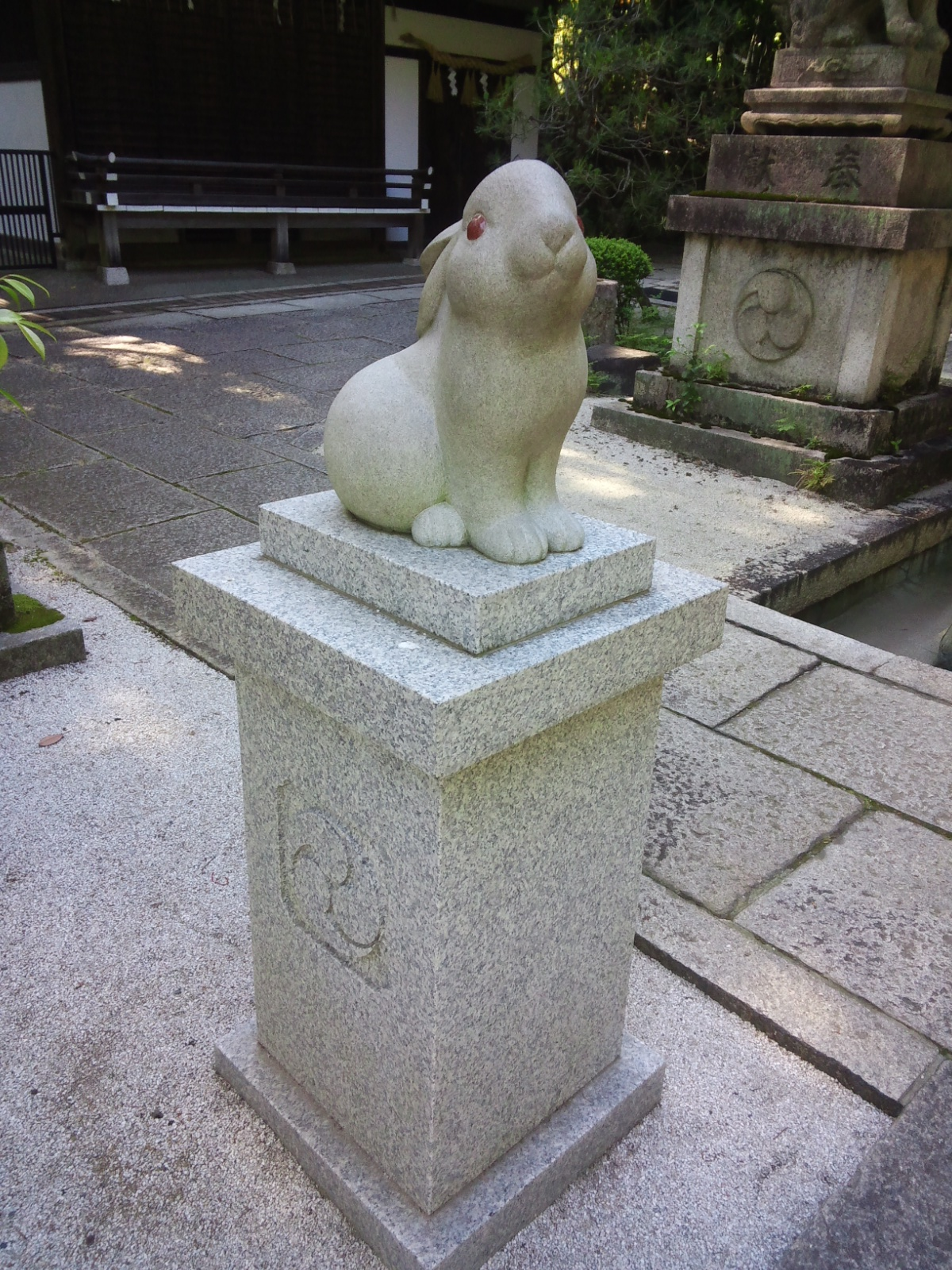
Lapin-gardien (狛兎, koma-usagi?) (Kyoto, sanctuaire Okazaki-jinja)
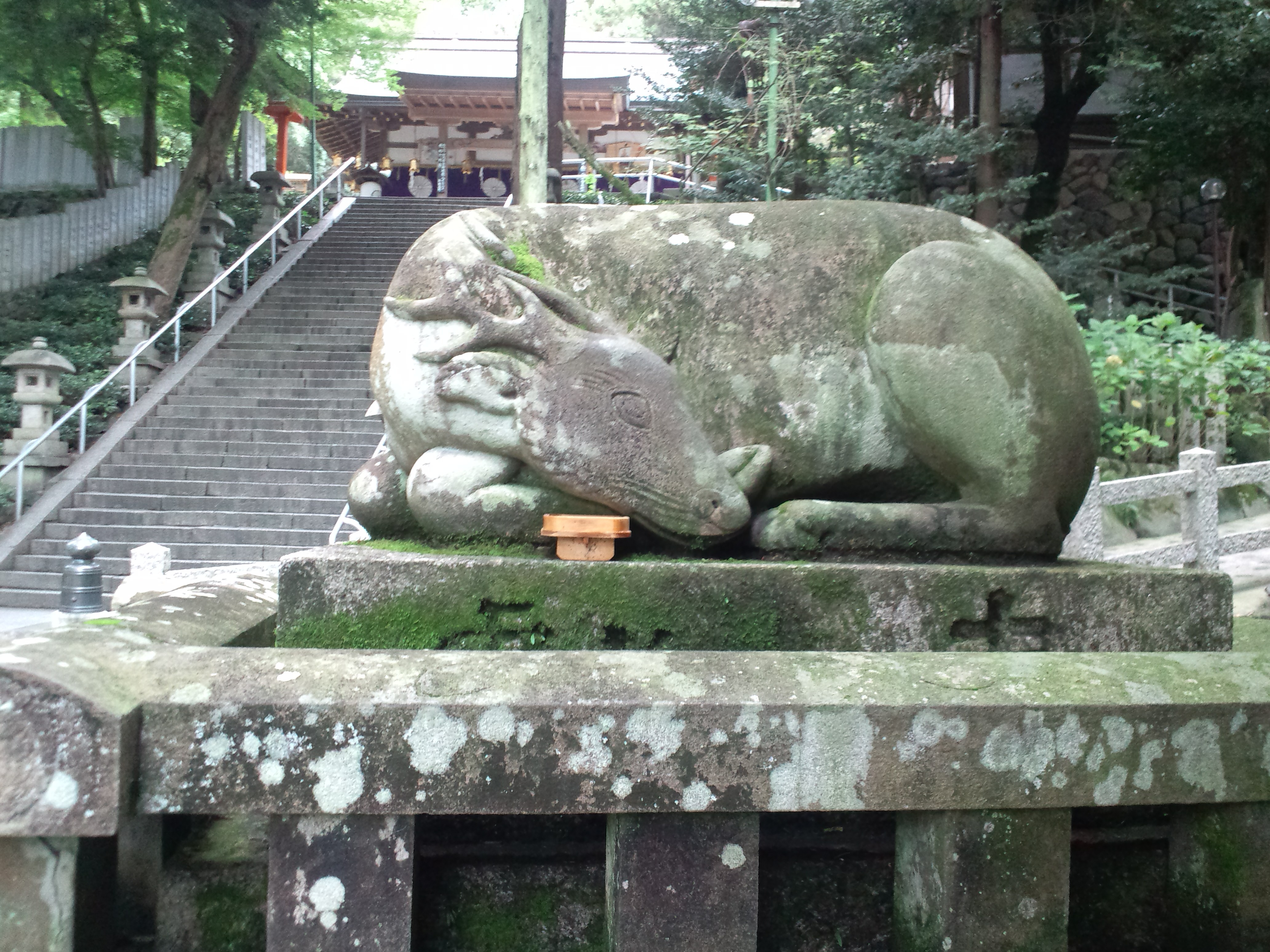
Statue de cerf (Higashiōsaka, sanctuaire Hiraoka-jinja)
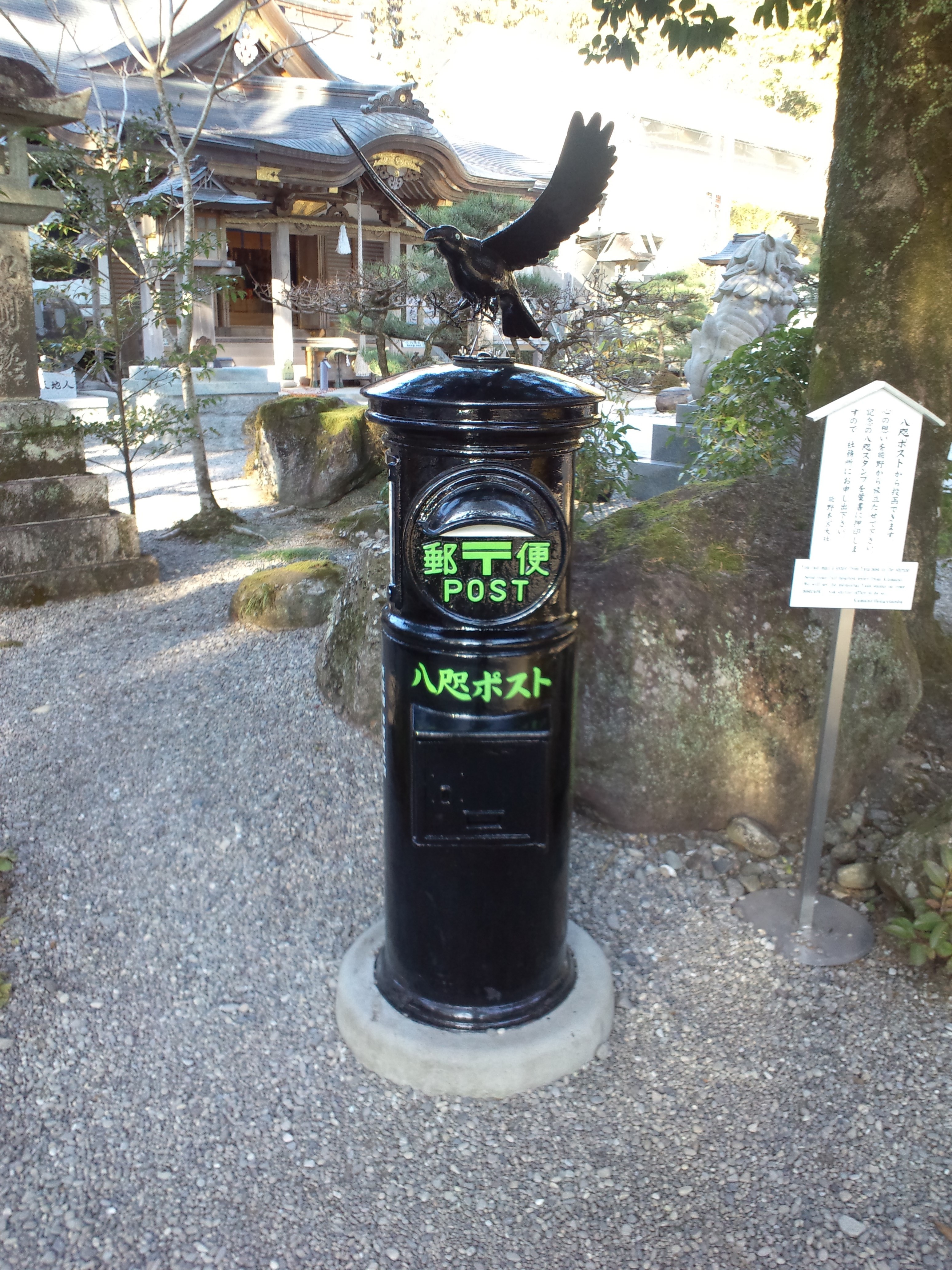
Boîte aux lettres en forme de Yatagarasu (Tanabe, sanctuaire Kumano Hongū Taisha)
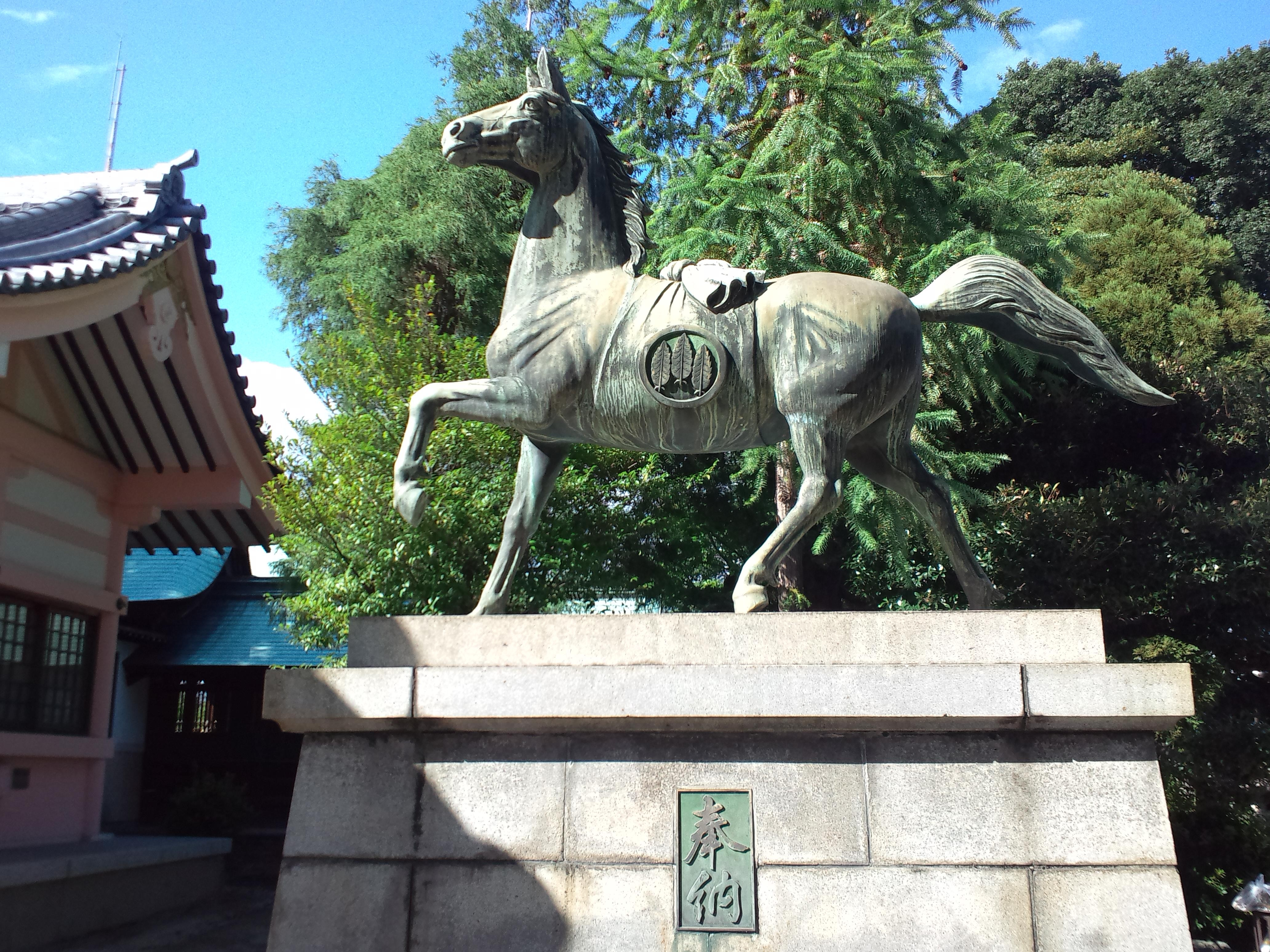
Statue de cheval sacré (ville d’Ichinomiya, sanctuaire Ōmiwa-jinja)
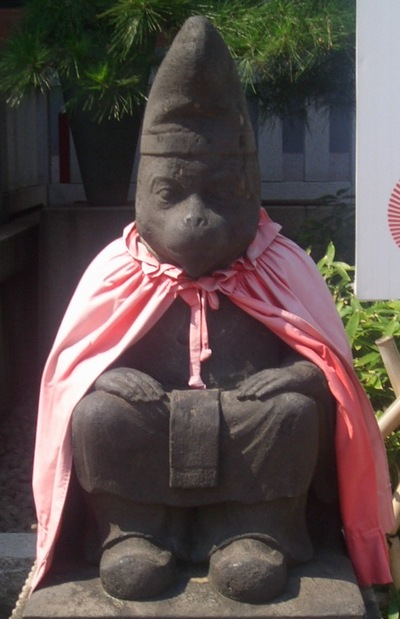
Statue de sarugami (Tokyo, sanctuaire Hie-jinja)